# Rhyparus ironensis
Rhyparus ironensis är en skalbaggsart som beskrevs av Zdzisława Stebnicka och Henry Fuller Howden 1996. Rhyparus ironensis ingår i släktet Rhyparus och familjen Aphodiidae. Inga underarter finns listade i Catalogue of Life.